# Aeroportul Internațional General Servando Canales
Aeroportul Internațional General Servando Canales (IATA: MAM, ICAO: MMMA) este un aeroport din Tamaulipas, Mexic ce deservește zona Heroica Matamoros⁠(d). Aeroportul a fost tranzitat în 2023 de 60.559 de pasageri.
Situat la o altitudine de 8 m, aeroportul dispune de o singură pistă. Este operat de Aeropuertos y Servicios Auxiliares⁠(d).